# Турсковый
Турсковый (бел. Турскавы) — посёлок в Гадиловичском сельсовете Рогачёвского района Гомельской области Беларуси.

## География

### Расположение
В 12 км на юго-восток от районного центра и железнодорожной станции Рогачёв (на линии Могилёв — Жлобин), 133 км от Гомеля.

## Транспортная сеть
Транспортные связи по просёлочной, затем автомобильной дороге Рогачёв — Довск. Планировка состоит из 2 коротких параллельных между собой широтных улиц, к которым на западе присоединяется прямолинейная меридиональной ориентации улица. На востоке, за дорогой, обособленный участок застройки. Жилые дома деревянные, усадебного типа.

## История
Основан в начале XX века на бывших помещичьих землях переселенцами из деревни Турск. В начале 1930-х годов жители вступили в колхоз. Во время Великой Отечественной войны в декабре 1943 года оккупанты сожгли 57 дворов и убили 12 жителей. В окрестностях посёлка погибли 264 советских солдата (похоронены в братской могиле). Освобождён 26 ноября 1943 года. 30 жителей погибли на фронте. В 1966 году к поселку присоединён соседний посёлок Турск. Центр экспериментальной базы Гомельской областной сельскохозяйственной исследуемой станции «Турск» (действует с 1922 года). Располагались лесопилка, клуб, библиотека, фельдшерско-акушерский пункт, детские ясли-сад, магазин.

## Население

### Численность
- 2004 год — 105 хозяйств, 277 жителей.

### Динамика
- 1940 год — 82 двора, 411 жителей.
- 1959 год — 235 жителей (согласно переписи).
- 2004 год — 105 хозяйств, 277 жителей.